# Znak liczby

Zbiory liczb dodatnich i ujemnych na osi liczbowej – liczby dodatnie zaznaczono na niebiesko, a ujemne na czerwono. Oba zbiory są przykładami przedziałów liczbowych, konkretniej przedziałów otwartych i nieograniczonych

Znak liczby – właściwość każdej liczby rzeczywistej definiowana nierównością zawierającą zero (0). Liczba może mieć jeden z trzech znaków:
- dodatni (liczba większa od 0),
- zerowy,
- ujemny (liczba mniejsza od 0).

Liczbę rzeczywistą o dodatnim znaku nazywa się dodatnią, a przy ujemnym znaku – ujemną. Liczbę rzeczywistą niebędącą ujemną (większą lub równą 0) nazywa się nieujemną, a liczbę niebędącą dodatnią (mniejszą lub równą 0) nazywa się niedodatnią.
Znak liczby zaznacza się przed daną liczbą jako + albo −, np. −124,5.

Znak + często jest pomijany w zapisie.
Pewną formalizacją znaku liczby rzeczywistej jest funkcja signum.

## Ciało uporządkowane
Pojęcie znaku można zdefiniować w każdym ciele uporządkowanym {\displaystyle (\mathbb {K} ,+,\cdot ,0,1,\leqslant ),} tzn. takim ciele {\displaystyle (\mathbb {K} ,+,\cdot ,0,1),} w którym jest określona relacja {\displaystyle \leqslant } będąca porządkiem liniowym zgodnym z operacjami algebraicznymi:
- jeśli {\displaystyle a\leqslant b,} to {\displaystyle a+c\leqslant b+c,}
- jeśli {\displaystyle 0\leqslant a} i {\displaystyle 0\leqslant b,} to {\displaystyle 0\leqslant a\cdot b.}

Innym sposobem definiowania porządku w ciele jest wskazanie zbioru (stożka) elementów dodatnich, tj. największego podzbioru niezerowych elementów, który jest zamknięty na dodawanie i mnożenie w ciele.
Przez analogię do liczb rzeczywistych, w ciałach uporządkowanych {\displaystyle (K,+,\cdot ,0,1,\leqslant )} elementy {\displaystyle a\in K,} dla których {\displaystyle a>0} nazywamy elementami dodatnimi.

## Liczby zespolone
Jeśli liczba zespolona ma niezerową część urojoną, na przykład wynosi {\displaystyle 5+4i,} to nie można określić jej znaku. Wynika to stąd, że nie istnieje żaden porządek liniowy {\displaystyle \leqslant ^{*}} w {\displaystyle \mathbb {C} ,} który zgadzałby się ze strukturą algebraiczną ciała liczb zespolonych. Inaczej mówiąc, ciało liczb zespolonych nie jest ciałem uporządkowanym. Istotnie, w ciele uporządkowanym kwadrat każdego elementu jest nieujemny, tymczasem {\displaystyle i^{2}=-1<0} (gdzie {\displaystyle i} jest jednostką urojoną).
Dla każdej niezerowej liczby zespolonej można jednak określić funkcję signum.